# Едуар Шассеньяк
Едуа́р П'єр Марі́ Шассенья́к (фр. Édouard Pierre Marie Chassaignac; 24 грудня 1804 — 26 серпня 1879) — французький лікар-хірург.

## Біографія
Народився в місті Нант. Медичну освіту почав здобувати в рідному місті. Згодом продовжив навчання в Парижі, де після захисту в 1835 році дисертації, присвяченої переломам шийки стегнової кістки, отримав звання лікаря. Два роки опісля він став прозектором, асоційованим професором на медичному факультеті університету. Потім він обіймав різні посади, в тому числі хірурга центрального бюро в паризькій лікарні, віце-президент Анатомічного товариства Парижа. У цей час (1835, 1837) Шассеньяк з Густавом Антуаном Рішельє переклав французькою роботу Естлі Купера «Принципи і практика хірургії» (Oeuvres chirurgicales complètes).
Лише в 1869 році Шассеньяк став професором анатомії і хірургії в Парижі. Цьому передували сім невдалих спроб виграти конкурс на цю посаду, які він програв Філіпу-Фредеріку Бландіну, Огюсту Берарді, Жозефу Франсуа Мальгеню, Станіславу Лож'є і Огюсту Нелатону.
У 1857 році Шассеньяк став президентом Товариства хірургів, а в 1868 — членом Академії медицини.
Він розробив хірургічну операцію, відому як écrasement, за допомогою якої пухлини, гемороїдальні вузли, поліпи, та інші патологічні утворення можуть бути безкровно видалені. З іменем Шассеньяка пов'язане запровадження в хірургії загальних принципів дренування та гумових трубчастих дренажів, однак він не є винахідником хірургічного дренажу як такого.
.

## Публікації
- De la fracture du col du fémur, étudiée spécialement sous le point de vue de l'antomie pathologique. Doctoral thesis; in Nouv. édit, 1835.
- Quels sont les agens de la circulation veineuse etc. Thesis for agrégé, 1837.
- Diss. sur la texture et le développement des organes de la circulation sanguine. Concours-thesis for a chair of anatomy, 1836.
- Lésions traumatiques du crâne et des parties qu'il contient. Concours-thesis for a chair of clinical surgery, 1842.
- Des membranes muqueuses. Concours-thesis for a chair of anatomy, 1846.
- De l'appréciation des appareils orthopédiques. Concours-thesis for a chair of operative surgery, 1846.
- Des tumeurs de la voûte du crâne. Concours-thesis for a chair of operative surgery, 1846.
- Des opérations applicables aux fractures compliquées. Concours-thesis for a chair of operative surgery, 1850.
- Des tumeurs enkystées de l'abdomen. 1851.
- Études d'anatomie et de pathologie chirurgicale. Thèses . . . (de 1836 à 1851). 2 volumes, Paris, 1851. A collection of his concours-theses.
- Clinique chirurgicale de l'hôpital Lariboisière. 1854—1858.
- Leçons sur la trachéométrie (1855)
- Mém sur l'ostéo-muélite. 1854
- Traité de l'écrasement linéaire (1856)
- Traité pratique de la suppuration et du drainage chirurgical. 2 volumes, Paris, V. Masson, 1859.
- Traité clinique et pratique des opérations chirurgicales etc. 2 volumes, Paris, 1861, 1862.
- Origine du procédé des résections sous-périostées. 1872.
- Des épanchements purulents de la poitrine tarités par le drainage chirurgical. 1872.
- De l'empoisonnement du sang par matières organiques. Paris, Masson, 1873.
- Oeuvres chirurgicales complètes d'Astley Cooper (з Густавом Антуаном Рішельо (фр. Gustave-Antoine Richelot), французький переклад роботи Естлі Купера (англ. Astley Cooper)

## Терміни
- Шассеньяка горбок (синонім — сонний горбок, лат. tuberculum carotis) — добре розвинений передній горбок поперечного відростка шостого шийного хребця, до якого притискають загальну сонну артерію для тимчасової зупинки кровотечі[6].
- Шассеньяка гачок
- Шассеньяка операція
- Шассеньяка простір